# Desugita Kui wa Utarenai / Dondengaeshi / Watashi
Singles de Angerme
Nana Korobi Ya Oki / Gashin Shōtan / Mahō Tsukai Sally
(2015)
Desugita Kui wa Utarenai / Dondengaeshi / Watashi (出すぎた杭は打たれない／ドンデンガエシ／わたし) est le titre officiel du troisième single du groupe de J-pop S/mileage sous son nouveau nom Angerme ; c'est son 20e single "major" (et 24e single au total) en incluant ceux sortis sous son ancienne appellation. Certaines éditions du disque sont en fait titrées inversément : Dondengaeshi / Desugita Kui wa Utarenai / Watashi, ou Watashi / Desugita Kui wa Utarenai / Dondengaeshi.

## Présentation
Le single sort le 11 novembre 2015 au Japon sur le label hachama, trois mois et demi après le précédent single du groupe, Nana Korobi Ya Oki / Gashin Shōtan / Mahō Tsukai Sally. Comme ses deux précédents singles, il atteint la 2e place du classement hebdomadaire des ventes de l'Oricon.
C'est le deuxième single « triple face A » du groupe, contenant trois chansons principales et leurs versions instrumentales : Desugita Kui wa Utarenai, Dondengaeshi, et Watashi. Exceptionnellement, cette dernière est en fait interprétée en solo par une des membres, Kanon Fukuda, dont c'est le dernier single avec le groupe avant son départ annoncé pour le 29 novembre suivant ; elle a écrit elle-même les paroles de cette chanson, sur une musique de Taisei, et figure seule en couverture de certaines éditions du disque. La première chanson est composée par Yuki Uozumi, guitariste du groupe affilié Lovendor.
Le single sort en effet en trois éditions régulières notées « A », « B », et « C », avec des pochettes différentes et une carte de collection incluse (sur dix possibles pour chaque édition de ce single, représentant une des membres ou le groupe, en costume de scène d'une des deux premières chansons ou d'un album). Il sort aussi en trois éditions limitées également notées « A », « B », et « C », avec des pochettes différentes, un DVD différent en supplément, et un ticket de loterie pour participer à une rencontre avec le groupe. Un coffret rassemblant toutes les éditions du single sort aussi en édition limitée.
L'ordre des titres est le même sur toutes les éditions, mais les éditions régulière et limitée "A" (titrées en romaji et en capitales Desugita Kui wa Utarenai / Dondengaeshi / Watashi sur leur pochette) mettent en avant Desugita Kui wa Utarenai avec son clip sur le DVD, tandis que les éditions "B" (titrées en romaji et en capitales Dondengaeshi / Desugita Kui wa Utarenai / Watashi sur leur pochette) mettent en avant Dondengaeshi avec son clip, et que les éditions "C" (titrées en mixant japonais pour le premier titre et romaji : Watashi / Desugita Kui wa Utarenai / Dondengaeshi sur leur pochette) mettent en avant Watashi avec son clip. Kanon Fukuda, interprète en solo de cette dernière chanson, figure seule en couverture des éditions "C", qui à la place de la carte de collection du groupe peuvent contenir une deuxième carte de Fukuda en solo, cette fois dans le costume spécifique de sa chanson.

## Formation
Membres du groupe créditées sur le single :
- Ayaka Wada
- Kanon Fukuda
- Kana Nakanishi
- Akari Takeuchi
- Rina Katsuta
- Meimi Tamura
- Mizuki Murota
- Maho Aikawa
- Rikako Sasaki

## Liste des titres
| 1. | Desugita Kui wa Utarenai (出すぎた杭は打たれない)                   | Ameko Kodama / Yuki Uozumi / J. Miyanaga, Y. Uozumi  | 04:23 |
| 2. | Dondengaeshi (ドンデンガエシ)                                       | Shô Hoshibe / Kei Uchû / Nao Tokisawa, Dai Sekiguchi | 04:32 |
| 3. | Watashi (わたし)                                                    | Kanon Fukuda / Taisei / Pierre Yusuke Hamada         | 04:42 |
| 4. | Desugita Kui wa Utarenai (instrumental) (出すぎた杭は打たれない...) | (instrumental)                                       | 04:23 |
| 5. | Dondengaeshi (instrumental) (ドンデンガエシ...)                     | (instrumental)                                       | 04:32 |
| 6. | Watashi (instrumental) (わたし...)                                  | (instrumental)                                       | 04:42 |

| 1. | Desugita Kui wa Utarenai (Music Video) (出すぎた杭は打たれない...) | Clip Vidéo |  |

| 1. | Dondengaeshi (Music Video) (ドンデンガエシ...) | Clip Vidéo |  |

| 1. | Watashi (Music Video) (わたし...) | Clip Vidéo |  |